# نوربرت نيمان
نوربرت نيمان Norbert Niemann (ولد في 20 مايو 1961 في لانداو في إيزار) هو أديب ألماني.

## حياته
نشأ في نيدربايرن, ودرس في عام 1982 علوم الأدب والموسيقى والتاريخ الجديد في جامعة ريجنسبورغ ثم في جامعة ميونخ في عام 1985. حصل على درجة الماجستير عن رسالة عن «الذات الجديدة» Neuen Subjektivität. عمل مساعدا ومحررا من عام 1987 في المجلة الادبية كونتسيبته Konzepte. ومن عام 1997 تفرغ للكتابة الحرة في شيمنج على بحيرة شيمزيه.
كتب نيمان العديد من المقالات والنقد وروايتان عصريتان. حصل في عام 1997 على جائزة إنجيبورج باخمان في كلاجنفورت، وفي عام 1998 على الجائزة التشجيعية في الأدب من ولاية بافاريا, وفي عام 1999 على جائزة كليمنس برينتانو من مدينة هايدلبرغ.

## روابط خارجية
- نوربرت نيمان على موقع مونزينجر (الألمانية)